# Masdevallia anisomorpha
Masdevallia anisomorpha är en orkidéart som beskrevs av Leslie Andrew Garay. Masdevallia anisomorpha ingår i släktet Masdevallia och familjen orkidéer. Inga underarter finns listade i Catalogue of Life.